# Juan Ramón Jiménez
Juan Ramón Jiménez (ur. 23 grudnia 1881 w Moguer, zm. 29 maja 1958 w San Juan na Portoryko) – hiszpański poeta, laureat Nagrody Nobla w dziedzinie literatury za rok 1956. W czasie wojny domowej w Hiszpanii wyemigrował do Portoryko, gdzie mieszkał, tworzył i gdzie zmarł. Był poszukującym, awangardowym twórcą, który wywierał znaczny wpływ na młodsze pokolenia poetów.

## Życiorys
Urodził się 23 grudnia 1881 roku (datę tę miał później skorygować na 24, aby kojarzyła się z Wigilią) w rodzinie zajmującej się produkcją i handlem wina. Kształcił się najpierw w Kolegium Jezuickim, a następnie w wieku piętnastu lat rozpoczął studia prawnicze w Sewilli. W tym samym czasie pobierał także lekcje rysunku, do czego również miał uzdolnienie. Z czasem porzucił rysowanie na rzecz całkowitego oddania się literaturze. Drukował swoje utwory w lokalnej prasie już jako kilkunastoletni chłopak, ale gdy w Madrycie ukazał się jego poemat Nocturno, zwrócił na siebie uwagę ówczesnej elity literackiej kraju, w tym Rubéna Darío. W 1900 roku zaproszony został do Madrytu, gdzie ukazały się dwa pierwsze tomiki poezji: Nenufary i Almas de Violeta. Ten spokojny okres przerwała nagła śmierć ojca. Miało to poważne konsekwencje dla późniejszego życia Jiméneza, ponieważ rozstroiło go to nerwowo i przez resztę życie cierpiał od powracających stanów lękowych. Początek wieku XX spędził na leczeniu psychiatrycznym w Bordeaux, skąd wypuszczał się w podróże do Włoch i Szwajcarii. W 1905 roku wrócił do rodzinnego Moguer, aby w krajobrazach dzieciństwa odnaleźć spokój i harmonię. Spędzał czas podróżując na osiołkach po Andaluzji. Wtedy powstała jedna z najsłynniejszych książek Jiméneza: Srebroń i ja (Platero y yo). Ruina finansowa rodziny zmusiła Jimeneza do poszukania pracy i schronienia w Madrycie, gdzie przebywał od 1912 do 1936 roku. Pracował wtedy dużo jako redaktor i recenzent. Poznał w owym czasie swoją przyszłą żonę – Zenobię Camprubí, którą poślubił w 1916 roku w Nowym Jorku. Zenobia wzięła na sobie cały ciężar prowadzenia domu, toteż Jimenez mógł się całkowicie oddać pracy literackiej. W czasie hiszpańskiej wojny domowej Jiménez z żoną zainicjowali kampanię na rzecz osieroconych dzieci. Wiele z nich znalazło schronienie w domu poety.
Popierający opcję republikańską poeta otrzymał propozycję posady radcy kulturalnego przy ambasadzie w Waszyngtonie i w sierpniu 1936 roku wyjechał wraz z żoną z Hiszpanii. Mieszkał w USA, na Kubie, by wreszcie od 1951 roku osiąść na Portoryko.
Przyznanej mu w 1956 roku literackiej nagrody Nobla nie mógł odebrać osobiście, ponieważ czuwał przy łóżku umierającej na raka żony. Nagrodę odebrał rektor Uniwersytetu w San Juan.
Jiménez przeżył swoją żonę ledwie o osiemnaście miesięcy. Zmarł 29 maja 1958 roku. Tydzień później zwłoki jego i jego żony zostały przewiezione do Moguer i tam pochowane. W domu rodzinnym poety znajduje się obecnie muzeum.

## Dzieła
- 1900 Nenufary
- 1902 Rytmy
- 1903 Smutne śpiewy
- 1904 Dalekie sady (Jardines lejanos)
- 1905 Pastorały
- 1910 Ballady wiosenne
- 1911 Głośna samotność (Soledad sonora)
- 1913 Labirynt
- 1914–17 Srebroń i ja; również Srebrzynek i ja (Platero y yo)
- 1915 Lato
- 1917 Dziennik świeżo ożenionego poety (Diario de un poeta recién casado)
- 1918 Wieczność (Eternidades)
- 1919 Kamień i niebo
- 1923 Piękność
- 1946 Okrągły rok pieśni nowego świata
- 1949 Zwierz z głębi duszy
- 1957 Trzecia antologia poetycka